# Iván Katalin
Iván Katalin (Budapest, 1947. február 20. – Budapest, 2021. december 16.) magyar újságíró, író, a Füles magazin szerkesztője.

## Életrajza
Iván Katalin Budapesten született Iván Lajos mérnök, külkereskedő és Lusztig Margit gyermekeként. Kínában nőtt fel. 1976-ban a MÚOSZ Újságíró Iskoláját végezte el, 1980-ban az ELTE Bölcsészettudományi Kar közművelődés–magyar szakon végzett, szakdolgozatát A rejtvény és az ismeretterjesztés kapcsolata címmel írta. 1967 óta dolgozott változó beosztásokban a Füles magazin szerkesztőségében. Cikkeket írt, kvízeket, feladványokat készített. Egy évtizedig ő írta a Füles nyelvi játék rovatát, 1984 óta vezette a lap Tanár úr, kérem! című rovatát.
2014-ben újságírói életművéért megkapta a Magyar Újságírók Országos Szövetsége Aranytoll díját.

## Könyvei
- Tanár úr kérem! – Iván Katalin 824 kvízkérdése (Ifjúsági Lap- és Könyvkiadó, Budapest, 1987)
- Ön meg fog felelni! – Szivárványszín rejtvénykoktél (M-érték Kiadó, Budapest, 2007, ISBN 978 963 9693 34 0)
- Szerelem@szerelem.hu – Chatcsaták (Atlantic Press Kiadó, 2009 ISBN 978-963-88255-0-6)
- Életmesék világhírű zsidó honfitársainkról (Atlantic Press Kiadó, 2016 ISBN 978-615-5332-78-4)
- Kuriózumok könyve – Varázslatos világunk (Atlantic Press Kiadó, 2018 ISBN 978-615-5693-49-6)

## Külső hivatkozások
- Az Atlantic Press honlapja (www.atlanticpress.hu)